# St. Martin (Lagerlechfeld)

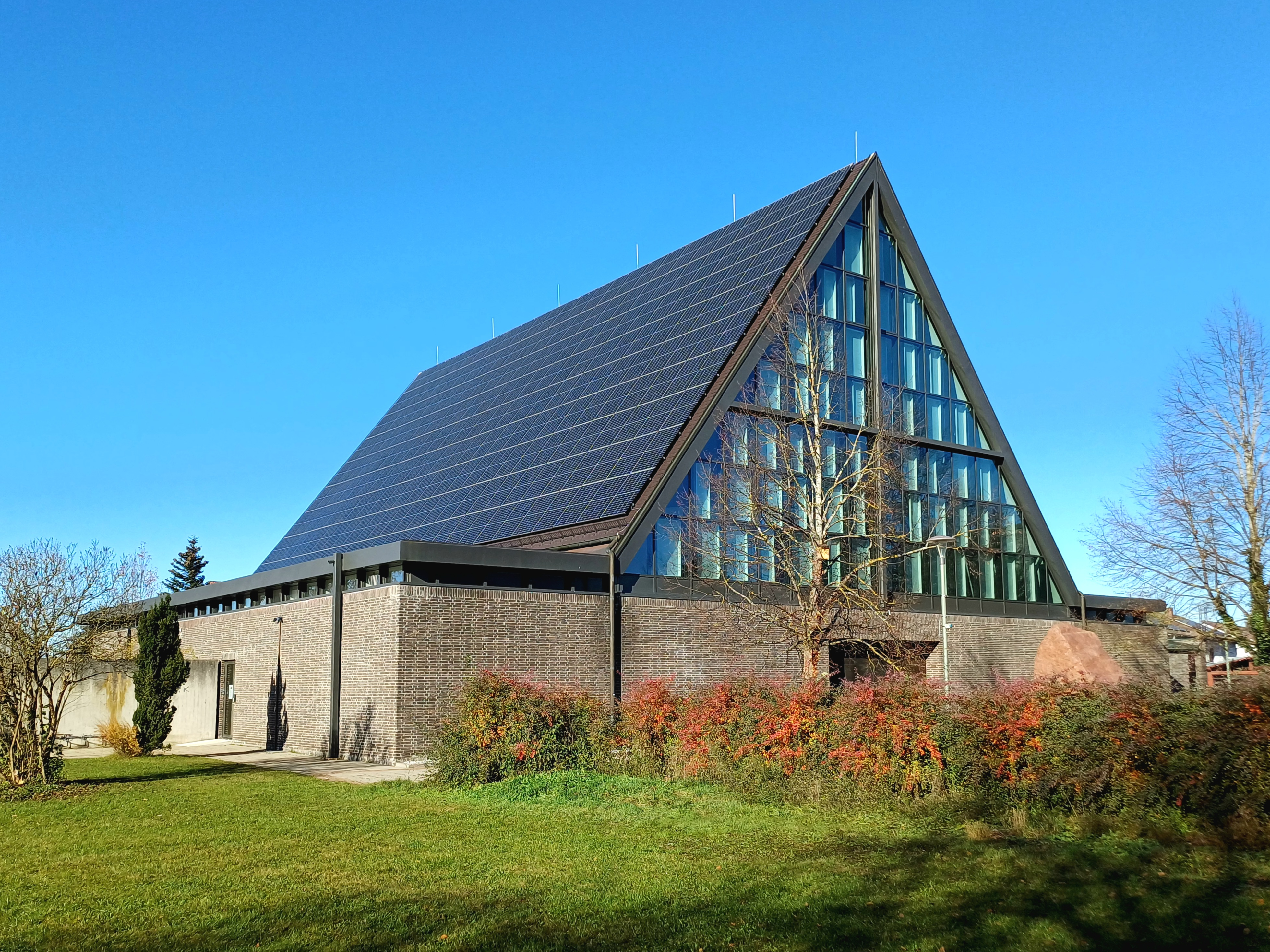
St. Martin in Lagerlechfeld

St. Martin ist eine Filialkirche der römisch-katholischen Pfarrei Maria Hilf im Dekanat Schwabmünchen.
Die Kirche liegt im nördlichen Teil von Lagerlechfeld, der zu Graben gehört. Die Kirche hat einen separaten Glockenturm.

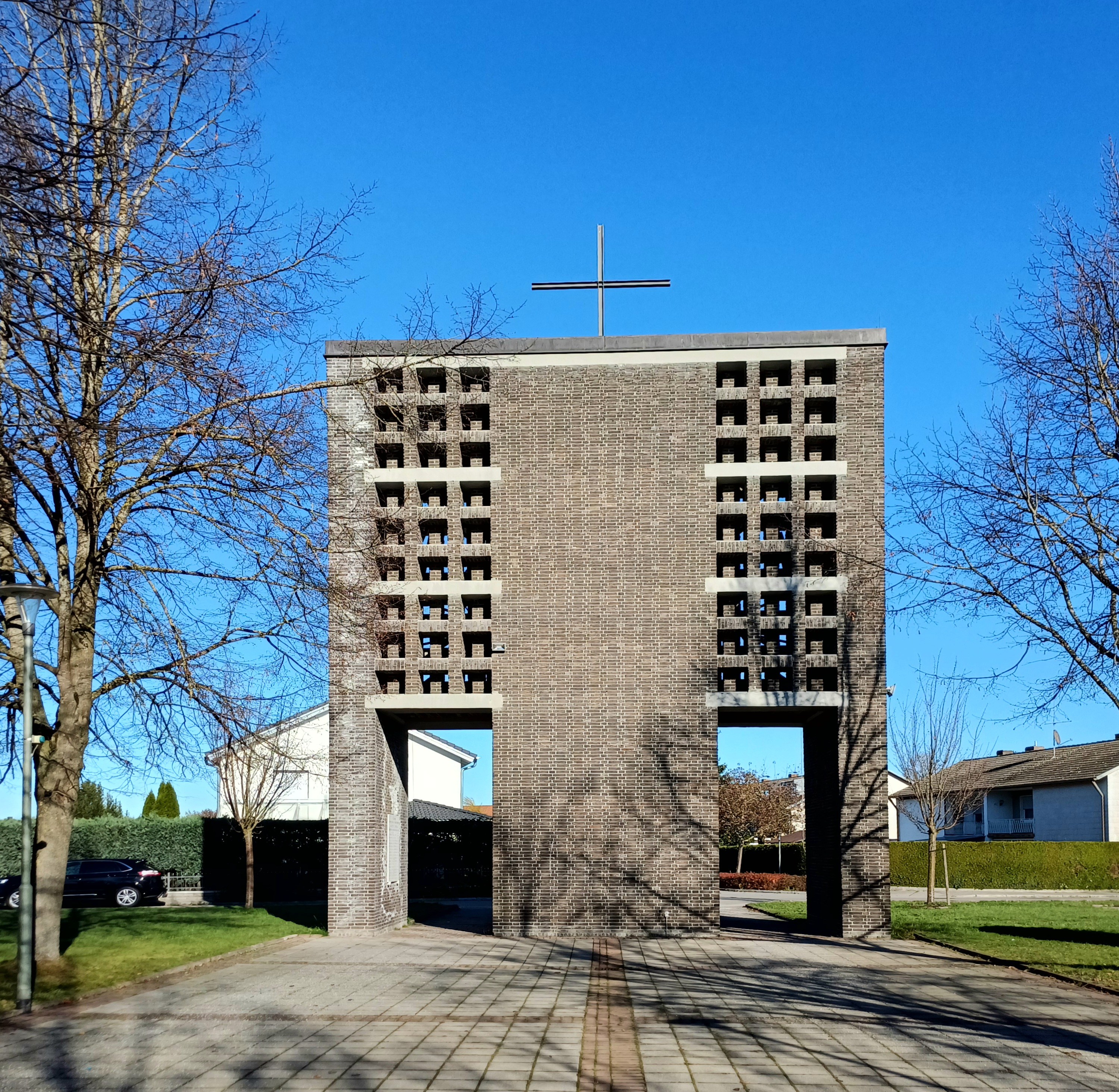
Glockenturm

St. Martin wurde zwischen 1965 und 1967 geweiht. Sie wurde vom Bistum Augsburg gemeinsam mit dem Militärbischofsamt errichtet. Die vier Bronzeglocken wurden in Erding gegossen. 2005 wurde von Gabriele Schnitzenbaumer die Installation Lager Lechfeld 1944 geschaffen, die heute im Eingangsbereich steht. Von der Künstlerin stammt auch der Friedensengel vor der Kirche.
Am 27. Dezember 2020 wurde die Kirche profaniert. Die Sandtner-Orgel mit 18 Register (Opus) aus dem Jahr 1977 wurde ausgebaut und an die St.-Gudmund-Gemeinde in Jessheim bei Oslo, Norwegen, verkauft. Der Kirchenraum wurde horizontal abgetrennt. Das Erdgeschoss dient als Kunstdepot der Diözese und im neu entstandenen Obergeschoss wurde ein Gottesdienstraum errichtet. Statt 360 Sitzplätzen hat sie seit Abschluss der Umbauarbeiten 150 Plätze. Die erneute Kirchweihe fand am 18. Dezember 2022 durch Bischof Bertram Meier statt. Die Reliquien des Altares sind von Martin von Tours, Papst Clemens I., dem ugandischen Märtyrer Karl Lwanga und Carlos Acutis.

## Martinusweg
Seit November 2015 ist die Kirche St. Martin eine Station auf dem Via Sancti Martini. Dieser Pilgerweg zu Ehren Martin von Tours führt auf zwei Routen von dessen ungarischen Geburtsort Szombathely quer durch Europa nach Tours in Frankreich.